# Etmopterus joungi
Etmopterus joungi es una especie de elasmobranquio escualiforme de la familia Etmopteridae.